# Xcel Energy Center
Xcel Energy Center – hala sportowa znajdująca się w Saint Paul w Stanach Zjednoczonych.

## Użytkownicy
- 2000–nadal: Minnesota Wild (NHL)
- 2005–nadal: Minnesota Swarm (NLL)

## Informacje
- adres: 175 West Kellogg Boulevard Saint Paul, MN 55102
- otwarcie: 2000
- koszt budowy: 130 milionów USD
- architekt: HOK Sport
- pojemność: 18 064 miejsc